# Andrea Holt
Andrea Holt (* 11. November 1970 in Radcliffe (Greater Manchester)) ist eine ehemalige englische Tischtennis-Nationalspielerin. Sie gehörte in den 1990er und 2000er Jahren zu den besten Spielerinnen Englands und nahm an zwei Olympischen Spielen teil.

## Werdegang
Im Alter von sieben Jahren begann Andrea Holt mit dem Tischtennissport. Angeleitet und trainiert wurde sie von ihrem Vater Wilton Holt, einem starken Tischtennisspieler der englischen Liga, und später noch von Chen Xinhua. Mit 14 Jahren wurde Andrea englische Juniorenmeisterin. 1992 übersiedelte sie ins französische Montpellier und schloss sich dem Verein Mondeville an.
Andrea Holt gewann von 1991 bis 2004 bei den Nationalen Englischen Meisterschaften insgesamt neun Titel, vier im Einzel (1991, 1993, 2003, 2004), vier im Doppel (1993, 1995, 1997, 1998) und eine im Mixed. 1995 unterlag sie bei der offenen englischen Meisterschaft im Endspiel der Niederländerin Bettine Vriesekoop. Dreimal holte sie bei Europameisterschaften mit der englischen Mannschaft Bronze, nämlich 1994, 1996 und 1998.
1992 und 1996 qualifizierte sie sich zusammen mit Lisa Lomas für die Teilnahme am Doppelwettbewerb der Olympischen Spiele. Dabei schieden sie jeweils bereits in den Gruppenspielen aus.
2006 beendete Andrea Holt ihre Karriere als Leistungssportlerin.
Im Juni 2008 lieferte sie sich mit Alex Perry 8 Stunden und 27 Minuten lang einen einzigen Ballwechsel. Dies war bis dahin ein Rekord. Dieser wurde 2014 von den Briten Daniel und Peter Ives überboten.

## Privat
Andrea Holt hat zwei ältere Brüder und eine Tochter.